# Nekketsu Saikyo Gozaurer
Nekketsu Saikyō Go-Saurer (яп. 熱血最強ゴウザウラー Нэккэцу Сайкё Го:дзаура) — японский аниме-сериал в жанре меха, выпущенный студией Sunrise, является одним из сиквелов сериала Matchless Raijin-Oh. Транслировался по телеканалу TV Tokyo с 3 марта 1993 года по 23 февраля 1994 года. Всего выпущена 51 серия аниме. Сериал также транслировался на территории Испании, Португалии и Филиппин в дубляжом на тагальском языке.

## Сюжет
В солнечную систему вторгается «Механическая Империя» (состоящая из роботов) и захватывает планеты: Нептун, Уран, Сатурн, Юпитер и Марс, а следующая в очереди должна стать Земля, кажется, что человечество обречено на уничтожение, однако на его защиту встаёт таинственный робот, оставленный на земле неизвестной древней цивилизацией по имени Эльдоран. Его пилотом становится японский пятиклассник по имени Кэнъити Минэдзаки. Также его друзья получают трёх других роботов-динозавров, которые при слиянии образуют супер-робота «Гозаурера». Кэнъити вместе с друзьями должен противостоять армии инопланетных механизмов, чтобы спасти землю и человечество.

## Роли озвучивали
- Ай Орикаса — Котаро Киригакурэ
- Бин Симада — Рикия Руюдзаки
- Оми Минами — Ёсукэ Кадзамацури
- Кадтзуюки Согабэ — Яминориус третий
- Кёньити Огата — Тобэй Киригакурэ
- Томомити Нисимура — Капитан Такэда
- Эрико Хара — Учитель английского
- Хинако Канамару — девочка
- Коити Ямадэра — Бананан
- Масахару Сато — Гокуарк
- Мики Ито — Касуми Киригакурэ
- Рика Фуками — Акиэ Юки
- Рика Мацумото — Дзин Хьюга
- Саори Судзуки — Директор Школы
- Сёдзо Иидзука — Сибайра, Уранаи
- Томомити Нисимура — девочка
- Юри Сиратори — Тика